# 1968 في أستراليا
فيما يلي قوائم الأحداث التي وقعت خلال عام 1968 في أستراليا.

## سياسة

### تعيين في المنصب
- 17 أبريل – ريمون ستيل هول رئيس وزراء جنوب أستراليا ‏،وزير التنمية الصناعية ‏.

### انتهاء فترة المنصب
- 16 أبريل – ريمون ستيل هول زعيم المعارضة [الإنجليزية]‏.

## مواليد

### يناير
- 1 يناير – جينيفيف بيل عالمة انثروبولوجيا أسترالية.

### مايو
- 16 مايو – كريغ كونيل متسابق دراجات نارية أسترالي.
- 28 مايو – كايلي مينوغ مغنية وممثلة أسترالية.

### يوليو
- 27 يوليو – جوليان مكماهون

### أغسطس
- 9 أغسطس – إريك بانا
- 13 أغسطس – جون أناستاسياديس
- 20 أغسطس – ساندي برونديلو

### سبتمبر
- 27 سبتمبر – مارك برادتك لاعب كرة سلة أسترالي.

### أكتوبر
- 12 أكتوبر – هيو جاكمان ممثل ومنتج أسترالي.

### ديسمبر
- 2 ديسمبر – ستيف مارتن متسابق دراجات نارية أسترالي.
- 18 ديسمبر – راشيل غريفيثس ممثلة أسترالية.

## وفيات

### يناير
- 10 يناير – نيل هول هوبمان (مواليد 1909) لاعبة كرة مضرب أسترالية.

### فبراير
- 21 فبراير – هوارد فلوري (مواليد 1898)

### يونيو
- 10 يونيو – جيمس ويلارد (مواليد 1893) لاعب كرة مضرب أسترالي.

### سبتمبر
- 3 سبتمبر – فرانك باودن (مواليد 1903) فيزيائي أسترالي.
- 28 سبتمبر – نورمان بروكس (مواليد 1877) لاعب كرة مضرب أسترالي.